# Palolo brasiliensis
Palolo brasiliensis är en ringmaskart som beskrevs av Zanol, Paiva och Attolini 2000. Palolo brasiliensis ingår i släktet Palolo och familjen Eunicidae. Inga underarter finns listade i Catalogue of Life.